# Internalismo y externalismo
Uno de los temas que debe estudiarse en torno a los posibles usos de la historia de las matemáticas en su enseñanza aprendizaje es la polémica que se dio hace algunos años en torno a la metodología de la historia de la ciencia.
El internalismo y el externalismo son dos posturas teóricas enfrentadas tanto en filosofía (filosofía moral y epistemología) como en biología teórica. 
El internalismo asume que la génesis y la validación de los conocimientos no están influenciados por factores externos y su estudio es de competencia de la historia y la filosofía de las ideas: la sociología y la psicología tienen muy poco que ver en el desarrollo de la ciencia. Los elementos que se tienden a enfatizar son los teóricos en sí mismos: la racionalidad y la lógica. El externalismo asume la posición opuesta. Su interés debe dirigirse hacia la estructura u organización de la ciencia: ciencia y tecnología, responsabilidad social de la ciencia, política científica, gobierno y ciencia, etc. Es decir, se da un énfasis a los factores psicosociales, políticos, orgánico-administrativos, etc., en detrimento generalmente de elementos lógico-deductivos de la ciencia. El externalismo encuentra sus raíces en tendencias teóricas que van de la fenomenología y la sociología descriptiva hasta el marxismo.

## Filosofía moral
En la filosofía moral contemporánea, el internalismo sostiene que la función de las creencias morales es motivar. Es decir, el internalista cree que hay una conexión interna entre su juicio evaluativo de que “X debería hacerse” y su motivación para realizar X. Por el contrario, un externalista sostendría que no hay una relación interna esencial entre las creencias morales y los motivos, que no hay una razón esencial por la que la creencia “X es incorrecto” lleve a desear no llevar a cabo X. El empleo de estos términos proviene del trabajo de W. D. Falk Ought and motivation (1948).
En si el internalismo y el externalismo tienen diferencias

## Epistemología
En la epistemología contemporánea, el internalismo sobre la justificación es la idea de que todo lo necesario para proporcionar justificación a una creencia se encuentra inmediatamente disponible en la conciencia. El externalista en este contexto sostiene que hay otros factores distintos a los internos del que cree que pueden afectar a la justificación de la creencia. Una corriente del externalismo recibe el nombre de teoría causal del conocimiento, y el fiabilismo está considerado otra de sus corrientes. Es importante distinguir entre internalismo sobre la justificación e internalismo sobre el conocimiento. Un internalista del conocimiento sostendrá probablemente que las condiciones que distinguen la verdadera creencia del conocimiento dependen de la perspectiva individual o están basadas en los estados mentales del individuo. Mientras que el internalismo sobre la justificación es un punto de vista que cuenta con muchos apoyos, hay pocos defensores del internalismo del conocimiento gracias en gran medida a Edmund Gettier, formulador del problema de Gettier.

## Biología
Desde el punto de vista biológico, el externalismo entiende la evolución como un proceso de adaptación funcional de los organismos al medio. Se denomina externalismo porque considera que la forma de los organismos se moldea desde el exterior (mediante el mecanismo de la selección natural), sin tener en cuenta las constricciones internas impuestas por el organismo. El internalismo se centra en el estudio de los factores internos de desarrollo de los organismos. Pondrá de manifiesto que la evolución y las variaciones morfológicas no se explican únicamente por la influencia del medio, sino que existen dinámicas estables de formación y organización (internos) de los propios organismos que son determinantes en la generación de los cambios y variaciones morfológicas, y que determinan la dinámica evolutiva.
- Datos: Q1185050
- Multimedia: Internalism and externalism / Q1185050